# South Kyme
South Kyme är en ort och civil parish i Storbritannien.   Den ligger i grevskapet Lincolnshire och riksdelen England, i den sydöstra delen av landet, 170 km norr om huvudstaden London. South Kyme ligger 7 meter över havet och antalet invånare är 351.
Terrängen runt South Kyme är mycket platt. Runt South Kyme är det ganska tätbefolkat, med 124 invånare per kvadratkilometer. Närmaste större samhälle är Boston, 16,2 km öster om South Kyme. Trakten runt South Kyme består till största delen av jordbruksmark.